# Usmagama
Usmagama es una localidad chilena, ubicada en la comuna de Huara, Región de Tarapacá, a 160 kilómetros de Iquique, y a 2750 m s. n. m. Se emplaza en la Quebrada del río Ocharaza, donde existen terrazas de cultivo de origen incaico. No existen registros de la fecha de fundación del poblado.
Destaca por la Iglesia de Santa Rosa de Usmagama, construida en estilo barroco en el siglo XVII, y que desde 1953 tiene la categoría de monumento nacional en la categoría de Monumento Histórico. La principal fiesta de la comunidad es la del Señor de la Exaltación de la Cruz, celebrada entre el 13 y el 22 de septiembre.
Tras el colapso de la Iglesia por el terremoto de Tarapacá de 2005, hubo un masivo éxodo de la población del poblado y de otras localidades de la zona. En el censo de 2017 se determinó que la población de Usmagama era de 0 habitantes. El 8 de enero de 2011 se inauguró la obra de restauración del templo, y desde entonces la comunidad aimara de Usmagama inició conversaciones con el Estado de Chile para revitalizar la localidad, que se plasmaron en un Acuerdo Amistoso firmado en 2014. En base al acuerdo, se han realizado obras de infraestructura de agua potable y riego.